# Dolžina
Dolžína je v običajni rabi poseben primer razdalje (prim. širina, višina), v fiziki in tehniki pa sta pojma dolžine in razdalje največkrat sopomenska. Z njim označujemo razdaljo v vodoravni smeri; za razdaljo v navpični smeri običajno uporabljamo izraz višina, širina pa je razdalja od strani do strani, pravokotna na dolžino in višino. Nikoli ne govorimo o »dolžini od Zemlje do α Kentavra (Cen)«, ampak o »razdalji med Zemljo in α Kentavra«, oziroma o »oddaljenosti α Kentavra od Zemlje«. Dolžina se pri geometrijskem merjenju nanaša na največjo razsežnost (mero, dimenzijo) telesa.
V določenim kontekstih pojem »dolžine« pomeni določeno razsežnost telesa vzdolž katere se meri njegova dolžina. Na primer govorimo o dolžini žice in o njeni debelini, ki je po navadi manjša od dolžine.
Dolžina ni notranja značilnost ničesar, tako da lahko dva opazovalca merita isto »stvar« - denimo razdaljo med dvema dogodkoma ali dolžino ladje - in izmerita različna rezultata. To nenavadno značilnost prostora pojasnjuje Einsteinova posebna teorija relativnosti.

## Enote
V fizikalnih vedah in inženirstvu se govori o enotah dolžine, pri čemer je dolžina sopomenka za razdaljo. Za merjenje dolžine se uporabljajo različne merske enote. Zgodovinsko so te izhajale iz dolžine človeških telesnih delov, prepotovane razdalje, razdalje med kraji na Zemlji ali drugimi arbitrarno določenimi predmeti.
V mednarodnem sistemu enot (SI) je osnovna enota dolžine meter (simbol, m), ki je zdaj opredeljen glede na hitrost svetlobe (približno 300 milijonov metrov na sekundo). Pogosto se uporabljajo tudi milimeter (mm), centimeter (cm) in kilometer (km), ki izhajajo iz metra. V anglosaškem svetu se uporablja imperialni sistem enot, pri čemer so pogosto uporabljane enote dolžine palec ali inč (in), čevelj (foot, ft) in milja (mi). V pomorstvu se uporablja navtična milja (nmi).
1.609344 km = 
1 mi 
Enote, ki se uporabljajo za navajanje razdalje v razsežnostih vesolja, tj. v astronomiji, so bistveno večje od enot, ki se uporabljajo na Zemlji. Sem spadajo astronomska enota (au), svetlobno leto in parsek (pc).
Enote za podajanje subatomskih razdalj, kot se uporabljajo v jedrski fiziki, so mnogo manjše od milimetra. Primer je fermi (fm).
Še nekaj drugih enot dolžine, urejenih od večjih k manjšim
- siriometer                         (149.597.870.691.000.000 m),
- parsek                             (30.856.804.798.079.115 m),
- svetlobno leto                     (9.460.730.472.580.800 m),
- astronomska enota                  (149.597.870.691 m),
- gigameter                          (109 m),
- srednji Zemljin polmer             (6.371.009 m),
- megameter                          (106 m),
- Ksenofonov stadij                  (5397 m),
- geografska milja                   (1855 m),
- morska milja                       (1852 m) (pred letom 1929 1853,184 m) (mednarodna morska milja, navtična milja),
- ameriška geodetska milja     (1609,347 m),
- milja                              (1609,344 m) (mednarodna milja),
- vrsta       (1066,781 m),
- kilometer                          (1000 m),
- Eratostenov stadij                 (231 m),
- Ptolemejev stadij                  (222 m),
- kraljevi egipčanski stadij         (210 m),
- furlong                            (201,168 m),
- olimpijski stadij                  (192,8 m),
- srednji atiški stadij       (185,4 m),
- rimski stadij                      (185,25 m),
- Posidonijev srednji stadij  (177,8 m),
- grški srednji stadij        (172 m),
- perzijski stadij                   (161,1 m),
- potopisni stadij            (157 m),
- dekameter                          (10 m),
- rod           (5,0292 m),
- laket                              (2,75 m),
- ruski seženj                       (2,13360 m),
- seženj                             (1,896 m),
- smoot                              (1,70180 m),
- jard                               (0,914 m),
- vatel                              (0,778 m),
- aršin                              (0,71120 m),
- komolec                            (0,44 m),
- (dunajski) čevelj         (0,316(08) m),
- ameriški geodetski čevelj (0,3048006 m),
- (imperialni) čevelj       (0,3048 m),
- ruski čevelj                       (0,304800 m),
- sumerski čevelj           (0,2645 m),
- pedenj,
- decimeter                          (0,1 m),
- vršek                              (0,04445 m),
- dunajski palec               (0,02634 m) (palec, avstrijska cola),
- palec                              (0,0254 m) (angleški palec, mednarodni palec),
- ameriški geodetski palec     (0,02540000508 m)
- sotka                              (0,021336 m),
- centimeter                         (0,01 m),
- milimeter                          (0,001 m),
- mikrometer                         (10−6 m),
- nanometer                          (10−9 m),
- ångström                           (10−10 m),
- Bohrov polmer                      (5,29189379 ×10−11 m),
- Planckova dolžina                  (1,6        ×10−35 m).